# Ut på sta'n
Ut på sta'n är ett album av Tomas Ledin, utkommet i september 1979 på Polydor. Skivan utgavs på LP och kassettband. 1991 utgavs den på CD.
Albumet producerades av Leif Carlquist. Bland de medverkande musikerna finns Janne Schaffer, Lasse Wellander och Rolf Alex. Från albumet utgavs singlarna Vi ska gömma oss i varandra och Det ligger i luften, båda 1979.

## Låtlista
Alla låtar är skrivna av Tomas Ledin.

### Sida 1
1. "En gång till" – 6:22
2. "Det händer så lätt" – 4:23
3. "Ut på stan" – 5:50
4. "Det ligger i luften" – 3:33

### Sida 2
1. "Se mej rakt i ögonen" – 3:44
2. "Vi ska gömma oss i varandra" – 4:47
3. "Jag vill ha dej" – 3:53
4. "Den stora tystnaden" – 6:11

## Medverkande
- Rolf Alex – trummor
- Leif Carlquist – producent
- Elliott Dolin – bas
- Anders Eljas – keyboard
- Malando Gassama – slagverk
- Tomas Ledin – sång, gitarr, piano
- Janne Schaffer – gitarr
- Johan Stengård – saxofon
- Lasse Wellander – gitarr

## Listplaceringar
| Lista (1979) | Topplacering |
| ------------ | ------------ |
| Sverige      | 9            |

### Fotnoter
1. 1 2  ”Ut på stan”. http://www.discogs.com/Tomas-Ledin-Ut-P%C3%A5-Stan/release/1851634. Läst 15 januari 2013.
2. 1 2  ”Ut på sta'n”. Svensk mediedatabas. http://smdb.kb.se/catalog/search?q=Tomas+Ledin+Ut+p%C3%A5+stan&sort=OLDEST. Läst 15 januari 2013.
3. ↑  ”Tomas Ledin”. Svensk mediedatabas. http://smdb.kb.se/catalog/search?q=Tomas+Ledin+year%3A1970-1979&sort=OLDEST. Läst 15 januari 2013.
4. ↑  ”Ute på stan”. Hitparad. http://hitparad.se/showitem.asp?interpret=Tomas+Ledin&titel=Ut+p%E5+stan&cat=a. Läst 17 november 2012.